# グランド・キャニオン
グランド・キャニオン（Grand Canyon）はアメリカ合衆国アリゾナ州北部にある峡谷である。コロラド高原が長年のコロラド川による浸食作用で削り出された地形である。先カンブリア時代からペルム紀までの地層の重なりが好露出しており、肉眼で観察が可能である。地球の歴史を刻んでいる価値と共に、その雄大な景観から、合衆国の初期の国立公園の一つであるグランド・キャニオン国立公園に含まれている。国立公園は1979年に世界遺産に登録された。川の浸食作用や雨の影響によって形成された。

## 地理

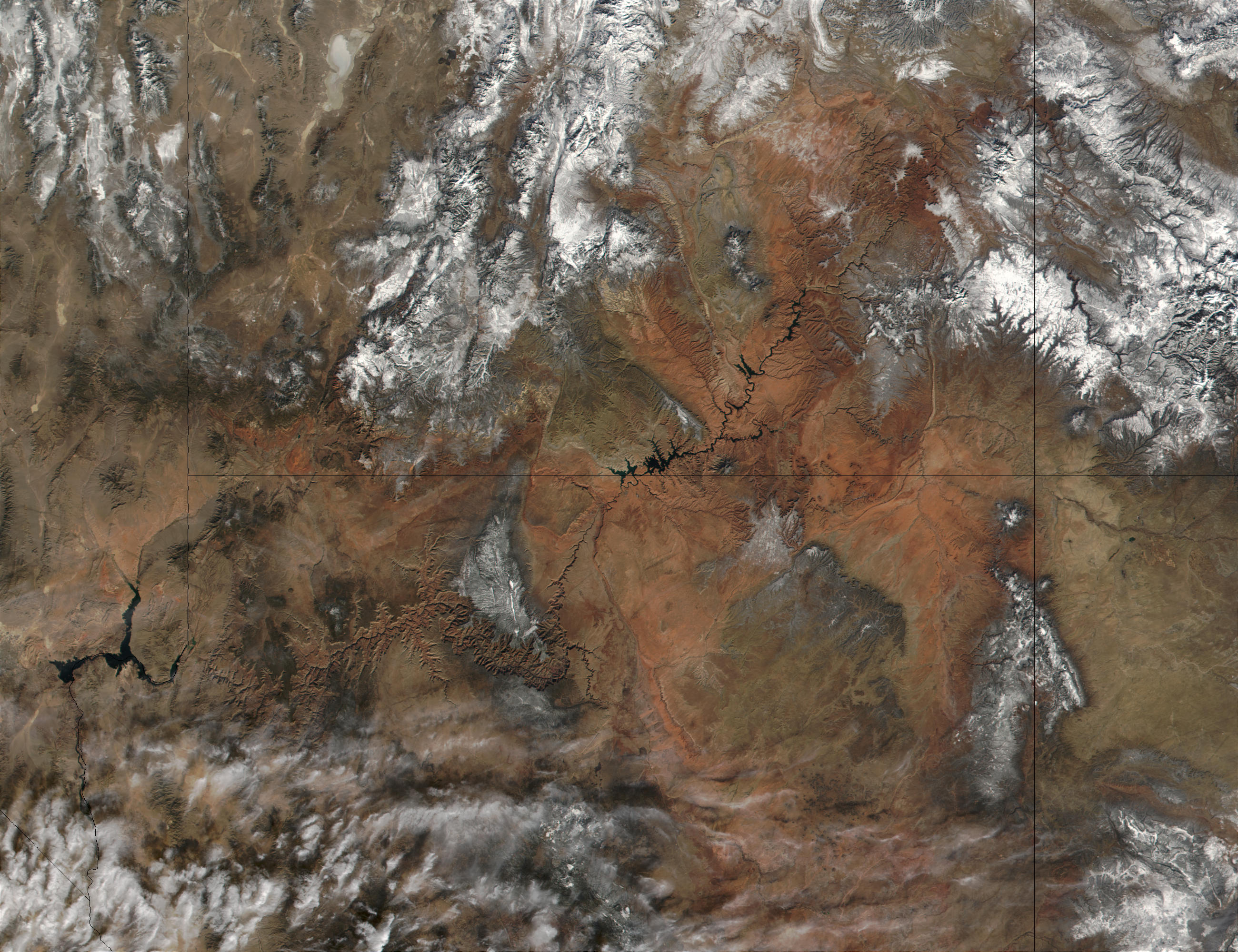
グランド・キャニオンの衛星画像

グランドキャニオンの起源は今から7000万年前、この一帯の広い地域がカイバブ・アップリフトとよばれる地殻変動により隆起したことに始まる。
約4000万年前、コロラド川による浸食が始まる。峡谷は500万年前にほぼその全容を現し、現在見られるような峡谷になったのは、約200万年前である。そして今もなお、浸食は続いており、最古でおよそ20億年前の原始生命誕生時の地層を浸食している。
グランド・キャニオンの断崖は平均の深さ約1,200 m、長さ446 km、幅6 km～29 kmに及ぶ。最深地点は1,800 m。降雨量はサウス・リム (South Rim) で年間380 mm、最深部では年間200 mmとなっている。

## 地質
主要記事：en:Geology of the Grand Canyon area
グランド・キャニオンがいつ始まったのか、東と西の渓谷は同時に形成されたのかそれとも独立して生まれたのか、などの点に関しては長い議論が続いている。最近の研究では峡谷の起源を500万年から600万年前と概算していた。しかし、新たな手法の適用による詳細な分析の結果、起源はさらに遡ることが示されてきている。
2008年にサイエンス誌に掲載された研究では、渓谷全体の9つの洞窟の壁で見つかった方解石堆積物を分析するために、ウラン鉛年代測定法を利用しその起源がそれまでの想定の3倍近い1700万年前である、と報告している。さらに2012年には、代表的な岩石の年代測定法である(U-Th)/He法（岩石中のアパタイトが80℃程度に冷えた年代が測定出来る）に、2004年に開発された高精度な補正法（同30℃程度に冷えた年代まで特定出来る）を適用することで、東西の渓谷はほぼ同時に削られ始めており、その時期はこれまでの想定より遙かに古く7000万年ほど前に遡ることが示された。
この浸食地形は、地球上で最も完全な地質柱状図の一つを成すものである。
グランドキャニオンで代表的な露頭は、インナー渓谷の底の20億年前のビシュヌ片岩から、リムに見られる2億3千万年前のカイバブ石灰岩にわたる。約5億年前の地層と約15億年前の地層の間には約10億年に及ぶ時間のギャップがあり、不整合(en:unconformity)で大規模な地層の浸食が生じたことを示している。
地層の多くは、原初期の北米大陸の辺縁部において、海進と海退が繰り返されたことにより、暖かな浅い海、沿岸環境、および沼地で堆積した。主な例外として、風成砂丘堆積の地質学的証拠が豊富なペルム紀ココニノ砂岩がある。スパイ層群も部分的に海洋でない環境を示す。
グランドキャニオンが非常に深いことや、特にその地層の厚さ（そのほとんどが海面下で形成された）は、約6500万年前のララミー変動期からコロラド高原が5,000～10,000フィート（1500～3000メートル）も隆起したことに起因する。この隆起がコロラド川とその支流の勾配を急峻化し、流速と岩を削る力を増加させた。また氷河時代の気象条件もコロラド川流域の水量を増加させた。
コロラド川の基準面は、530万年前にカリフォルニア湾が開いたことにより低下し、流路も変わった。これにより、浸食の速さが増し、120万年前までにはグランドキャニオンのほぼ全体が現在の深さにまで達した。絶壁のテラスは差別浸食によって形成された。300万年前から10万年前に生じた火山活動による火山灰や溶岩が川の流れを塞いだ。これらの火山岩は峡谷で最も新しい岩石である。

## 歴史
主要記事：History of the Grand Canyon area
10500年前には人類がいたと思われ、ネイティブ・アメリカンは少なくとも4000年前にこの地域に住んでいた。
ヨーロッパ人では1540年9月、スペイン領だったこの地域をコンキスタドール、フランシスコ・バスケス・デ・コロナドの命を受けて、金を探していた軍人ガルシア・ロペス・デ・カルデナス (García López de Cárdenas) とその一隊が探検した。この隊は3分の1程サウス・リムを下り、水が無くなったために上に戻った。先住のホピ族が金資源が出ないことを教えたために、彼らは去り、それ以降ヨーロッパ人からは忘れ去られていた。
1869年、アメリカ軍人ジョン・ウェズリー・パウエル (John Wesley Powell) が当時スペイン領だったこの地域の調査（最初の科学的な調査）のために訪れた。
1956年6月30日、グランドキャニオン上空でユナイテッド航空機とトランス・ワールド航空機による空中衝突事故が発生。事故機の墜落現場が後にアメリカ合衆国国定歴史建造物に認定された。
2024年8月、モンスーンの集中豪雨により洪水が発生。グランド・キャニオンを訪れていたハイカーや先住民100人以上ヘリコプターで救助された。

## 動植物
- 国立公園内には1500種以上の植物、355種の鳥類、89種の哺乳類、47種の爬虫類、9種の両生類、17種もの魚類が確認されており、うち固有種、希少種および絶滅危惧種が多い。一帯には北方林および砂漠地帯の水辺地帯などの生態系もあるが、現在は縮小しつつある[8]。
- リスなどの哺乳類が走っているのを見かけることもあるが、国立公園内では動物に触ることは禁止されており（罰金250ドル）、また狂犬病にかかっている場合があるため、噛まれたりした場合6時間以内に血清を打たないと死に至ることもある。ただし、餌付け等はなされていないため、こちらから手を出さなければ襲い掛かられることはない。
- アメリカバイソン、ワピチおよび外来種の植物、魚類の増加は管理上の課題となっており、特にアメリカバイソンの個体数の増加は生態系に対する潜在的な脅威となっている[8]。

## 交通

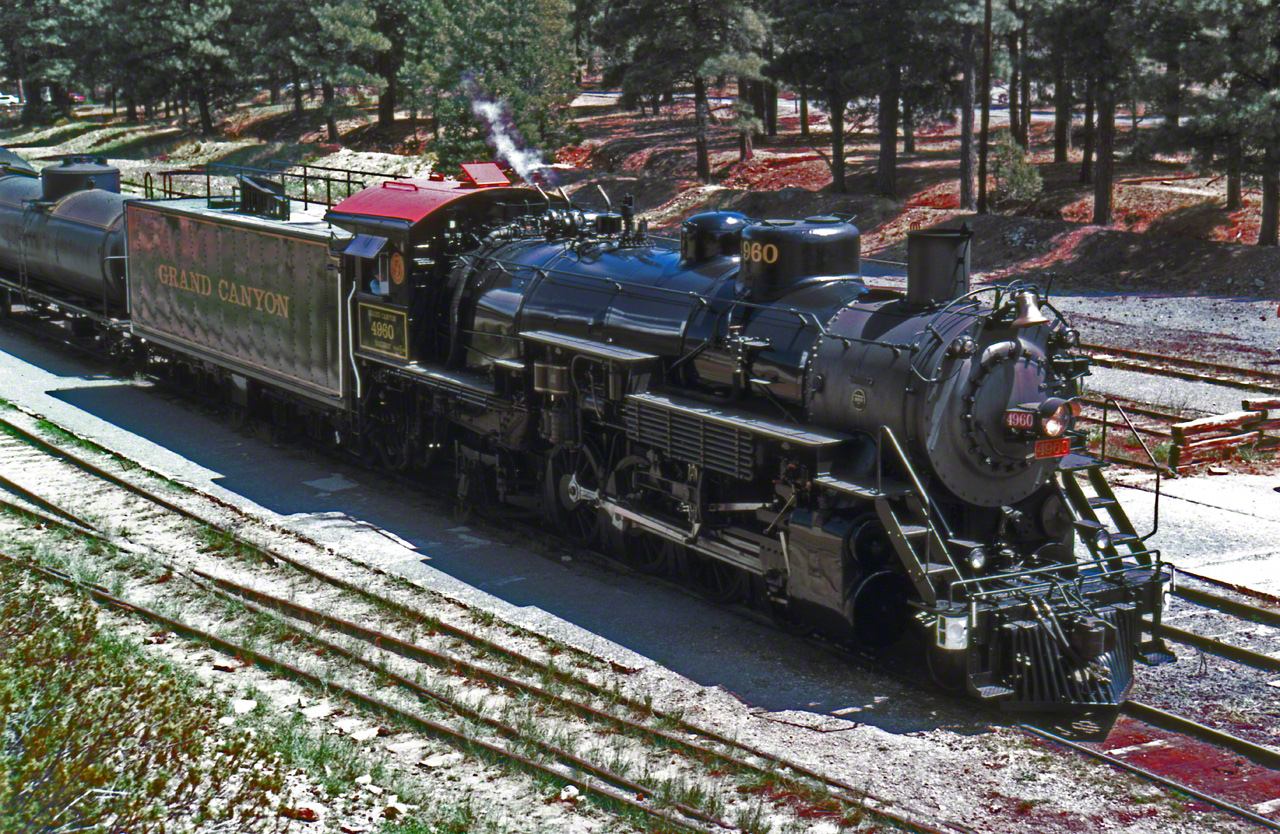
グランドキャニオン鉄道の蒸気機関車4960

ノース・リム (North Rim) とサウス・リム (South Rim) があり、サウス・リムはネバダ州ラスベガスもしくはアリゾナ州フェニックスから車で約5時間の距離にある。
飛行場はグランド・キャニオン国立公園空港（Grand Canyon National Park Airport）や、少し南でも比較的近くのフラッグスタッフ空港 (Flagstaff Airport）を利用できる。ラスベガスからは遊覧飛行しながら行くことも出来て、飛行機やバスを使ったツアーもあり、またシーニック航空やビジョン航空が定期便を運航している。ロサンゼルスからは飛行機での日帰り観光ツアーが運行。

### グランド・キャニオン鉄道
アリゾナ州ウィリアムズからグランド・キャニオン鉄道が毎日運行している。
運賃：60～155ドル（大人）
- 1800年代、探鉱者が多く集まった、アニタ鉱山（ウィリアムから45 km北）からの運搬用に作られた
- 1899年、源鉱が予想ほど採掘されなかった為、資金難に陥る
- 1901年9月17日、アッチソン・トピカ・アンド・サンタフェ鉄道が買い取り、グランド・キャニオンまでの軌道を設置、旅客鉄道として開通
- 1968年、自動車の普及により、利用者数が減少、サービスの停止
- 1989年9月17日、運行再開

利用した著名人
セオドア・ルーズベルト、フランクリン・ルーズベルト、アイゼンハワー、ビル・ゲイツなど

## 観光

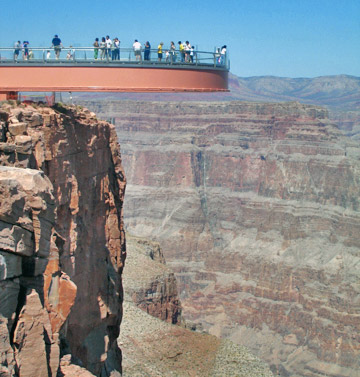
スカイウォーク

1919年にアメリカの国立公園として指定され、1979年には世界遺産にも登録されたグランドキャニオンは、年間を通してアメリカ人はもとより全世界から多くの観光客が訪れる。その数およそ年間400万人。
グランド・キャニオンにはサウスリムとノースリムがある。観光の中心となるのはサウスリムで、大部分の観光客が訪れる。観光地周辺は標高2,000 m級の高地で、年間を通じて開園されている。ノースリムは標高が2,500 mほどで、積雪のため冬期は閉鎖される。
サウスリムのグランド・キャニオン・ビレッジには、6か所の宿泊施設、ギフトショップ、銀行、郵便局、スーパーマーケット、ビジターセンター、鉄道の駅がある。また、園内を巡回する無料のシャトルバスも3路線走っており、滞在者にとっては便利な足となっている。
対してノースリムは、1か所の宿泊施設しかなく、無料のシャトルバスなどもない。ノースリムが開園している時期（5月～10月頃）には、サウスリムとノースリムを結ぶバスが1日1往復している（有料）。
グランド・キャニオンへの観光客は、車を使い陸路で来るか、外国や遠方からの観光客は主にラスベガスから飛行機やバスを使ったツアーに参加するのが一般的である。ラスベガスからグランドキャニオンまでは、陸路で約5時間。飛行機では約1時間で行くことができる。ロサンゼルスからの飛行機も約1時間30分で到着する。
グランドキャニオン国立公園内の年間死亡者は、平均して約12人。死因は、高温、水死、医療問題など。

## 活動

### 主なトレイル
Corridor trails
- ブライト・エンジェル・トレイル
- ノース・カイバブ・トレイル
- プラトーポイント・トレイル
- リヴァー・トレイル
- サウス・カイバブ・トレイル

参照：en:List of trails in Grand Canyon National Park
谷底のキャンプ場は利用するには届出が必要だが、ピーク時には3ヶ月待ちという人気である。

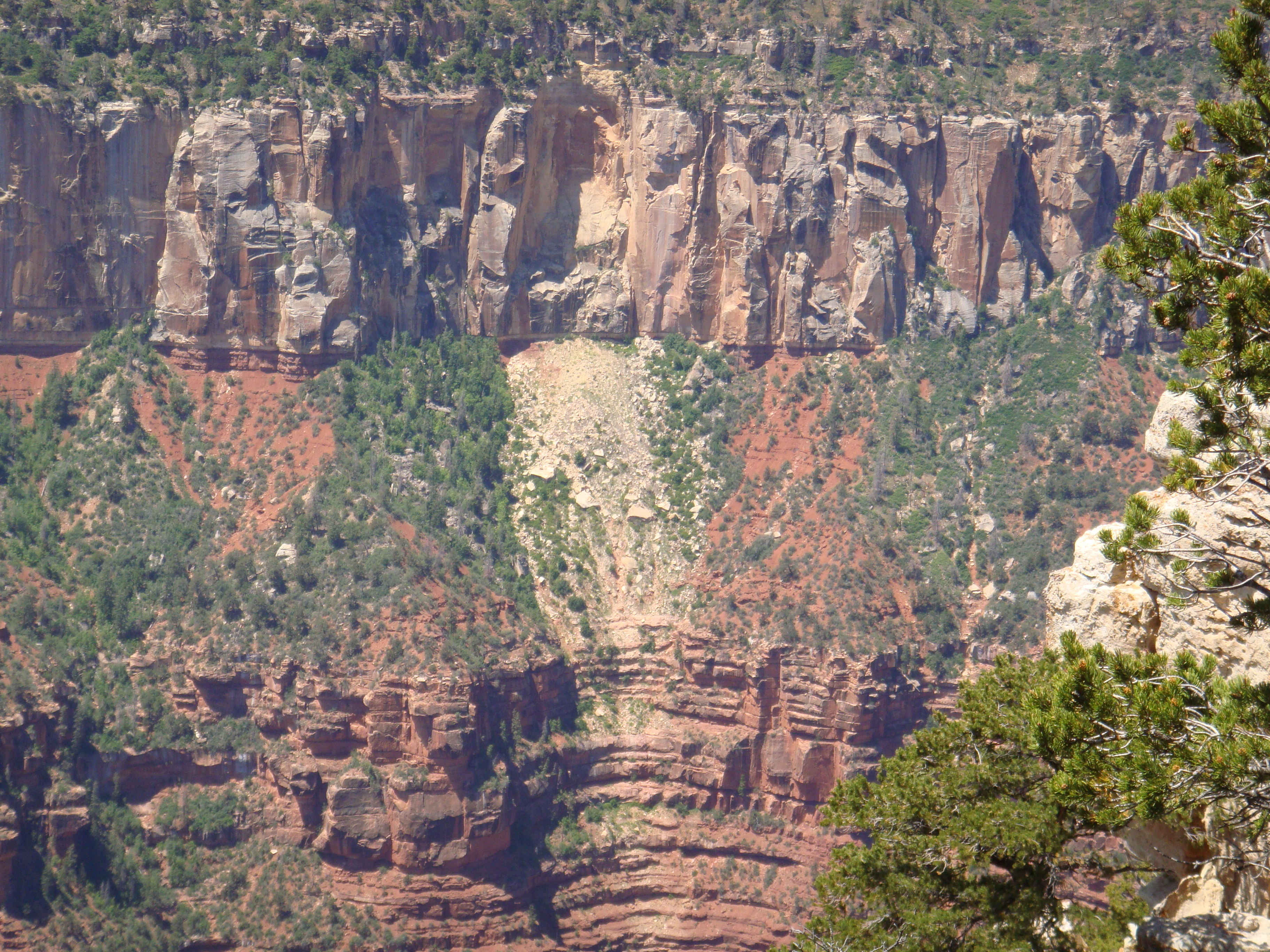
比較的最近に起きた落石跡
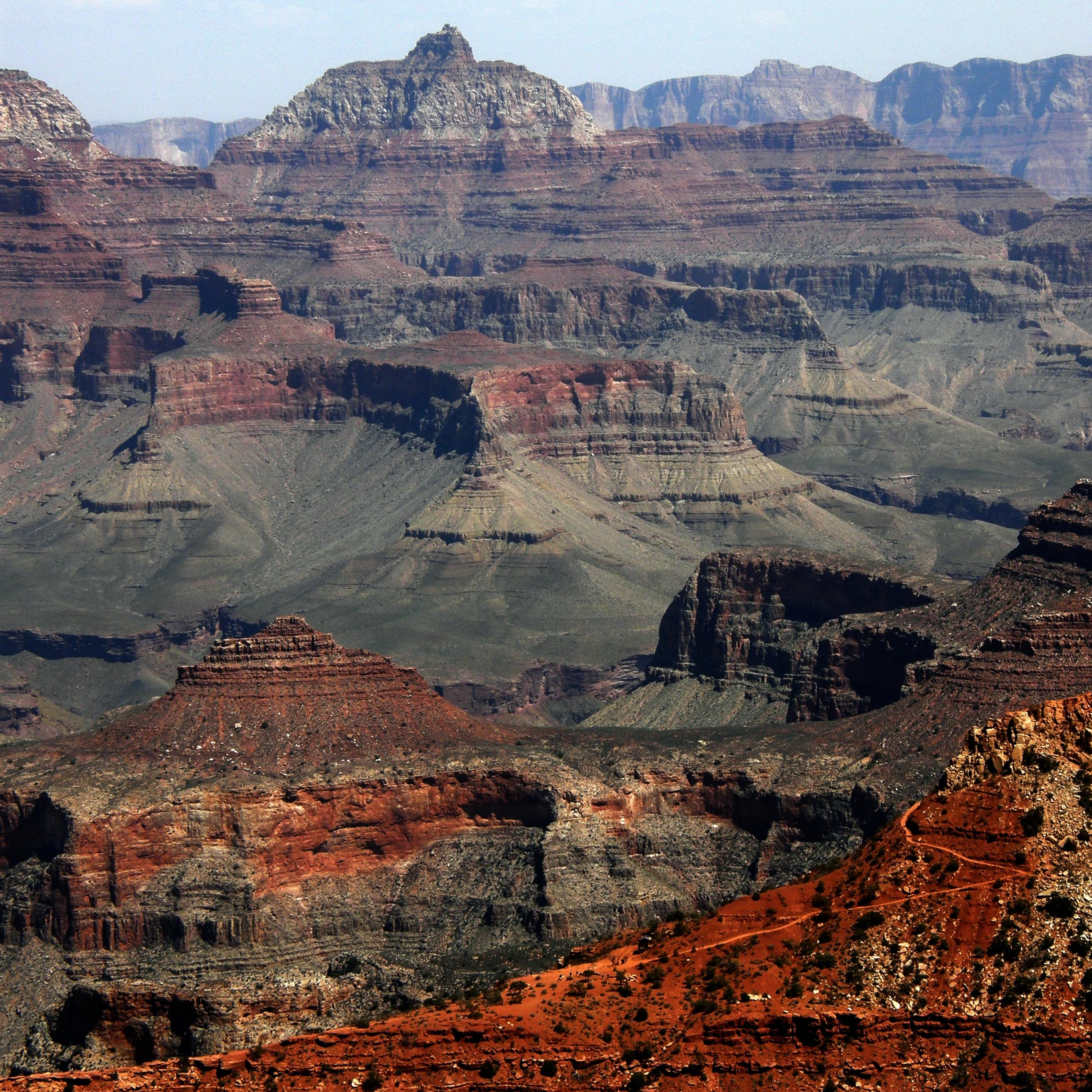
NPS Visitor Center付近から見たグランド・キャニオン
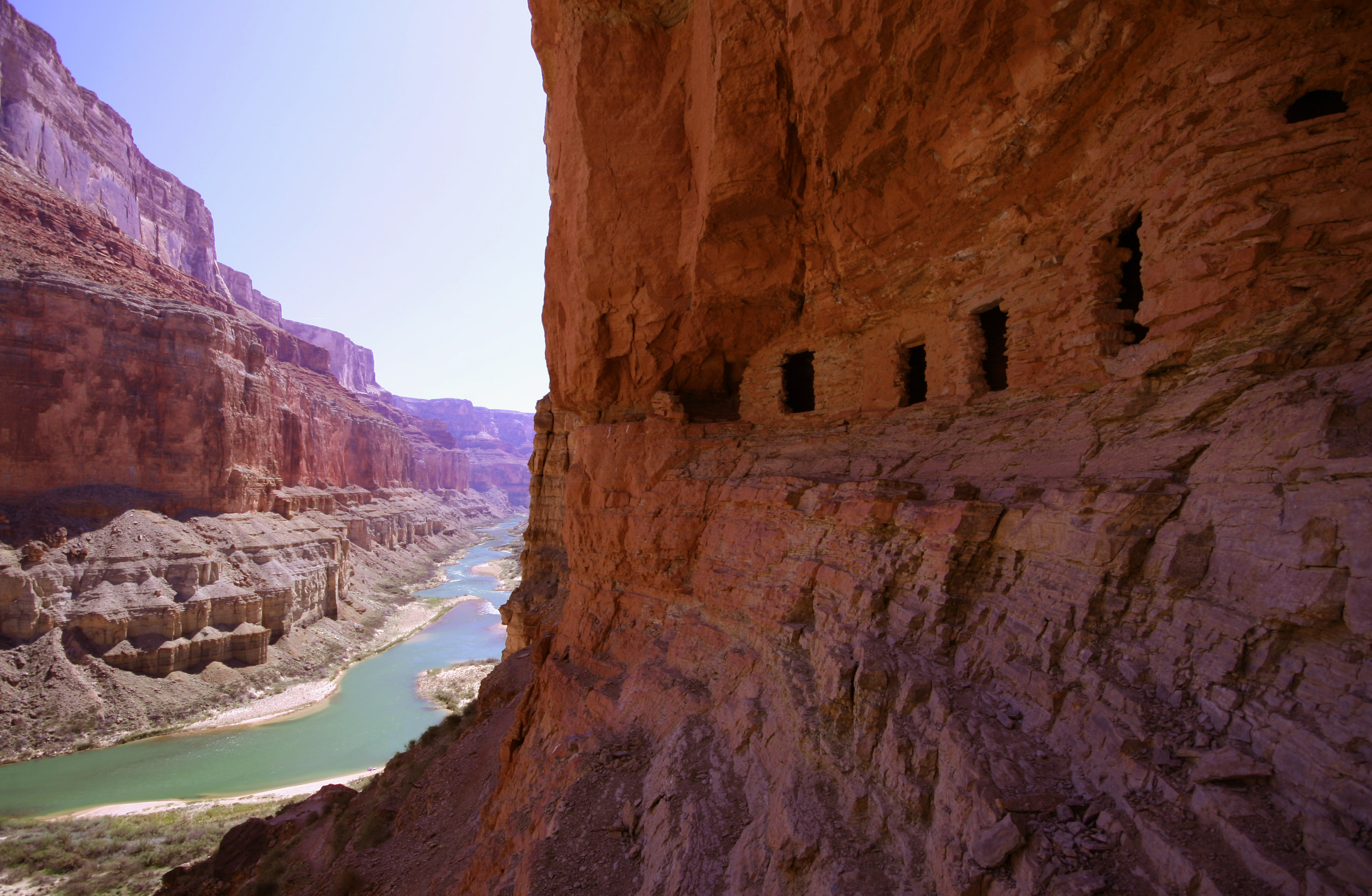
古代プエブロ人の穀物倉
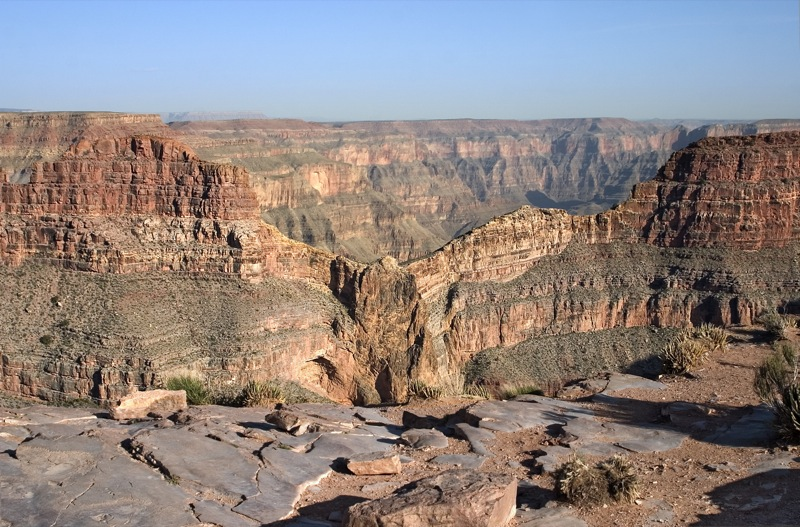
ワラパイ族に崇拝されていたと考えられるイーグル・ロック。名称はその形状が由来。
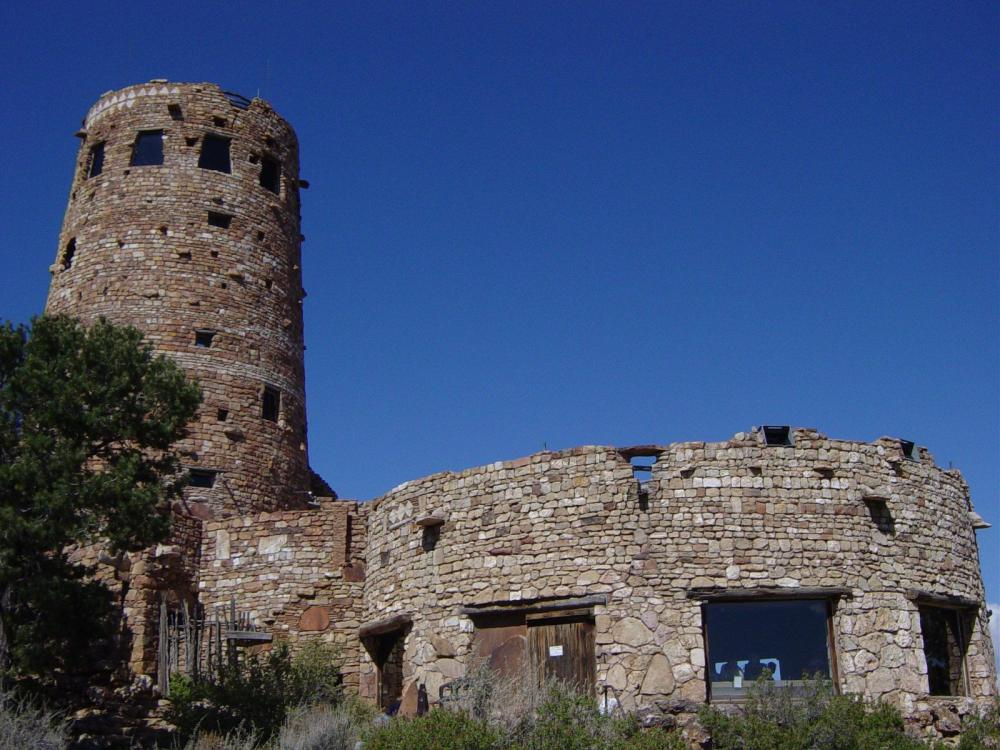
Desert View Watchtower
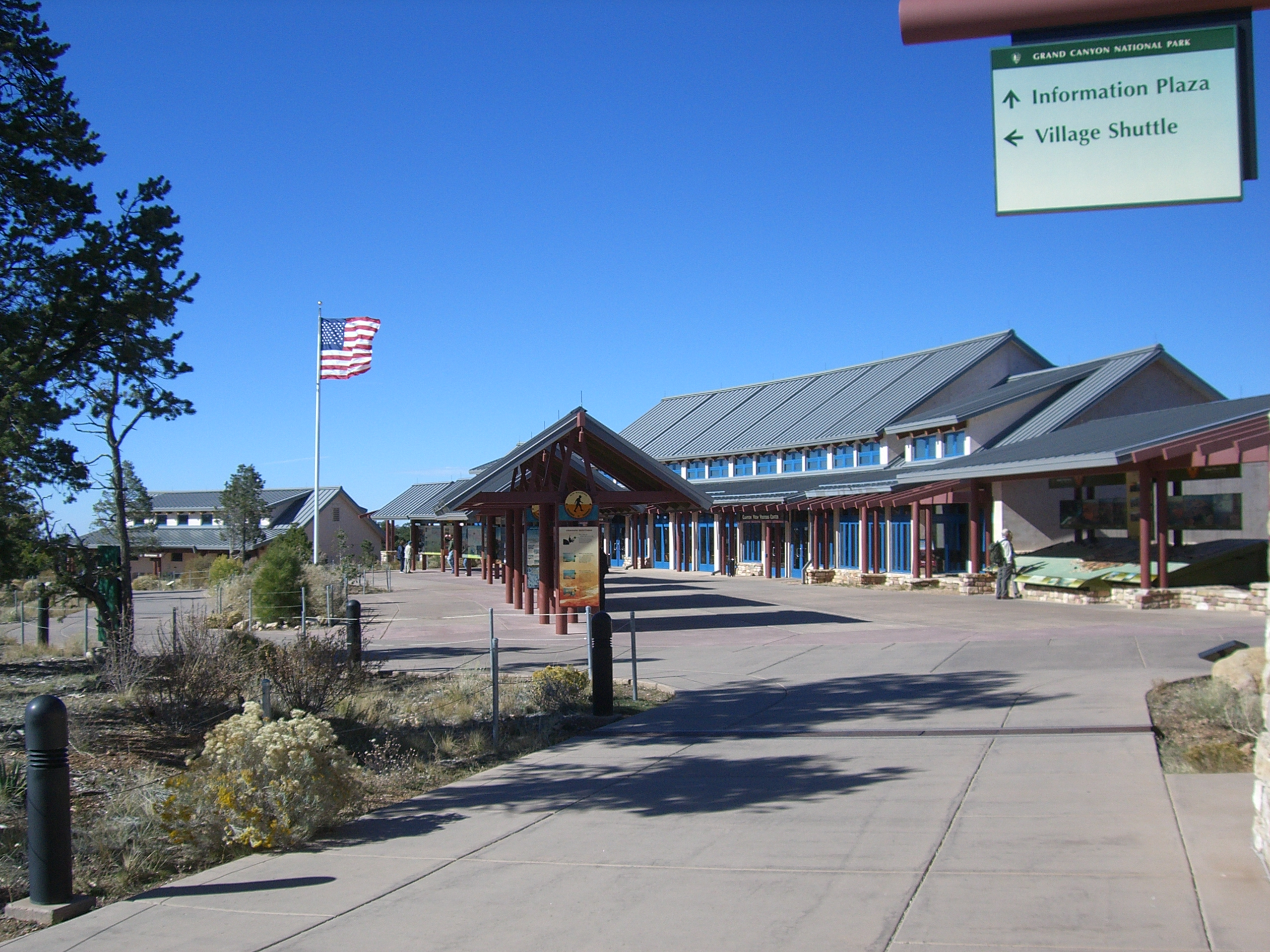
Grand Canyon Visitor Center
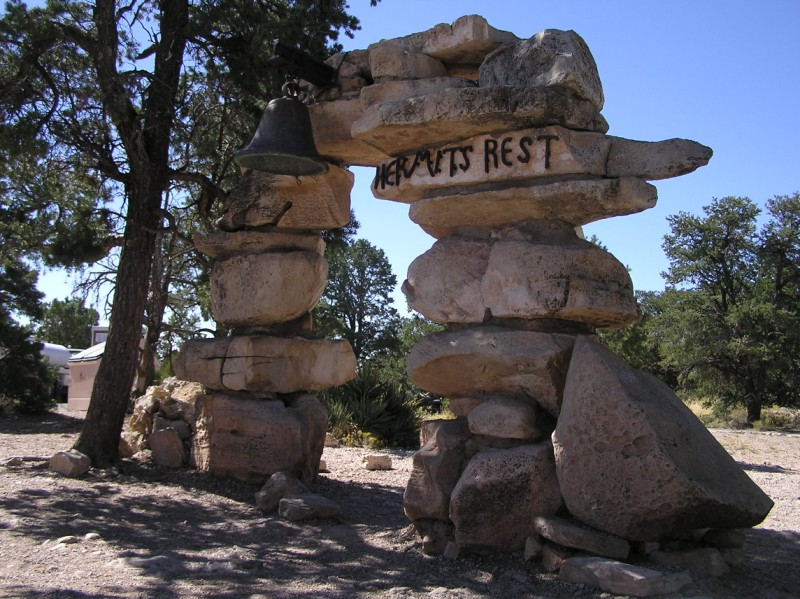
Hermit's Rest
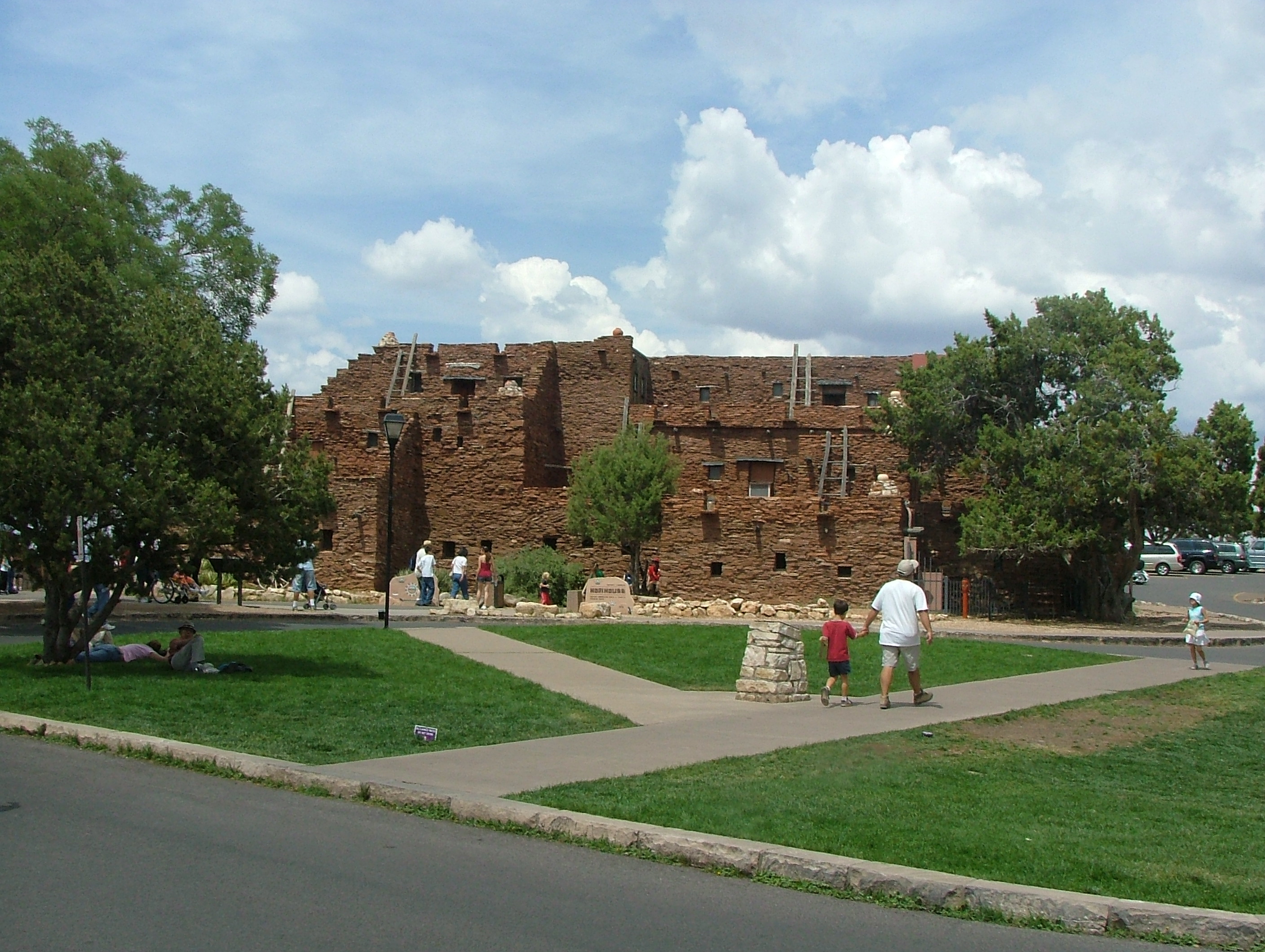
Hopi House
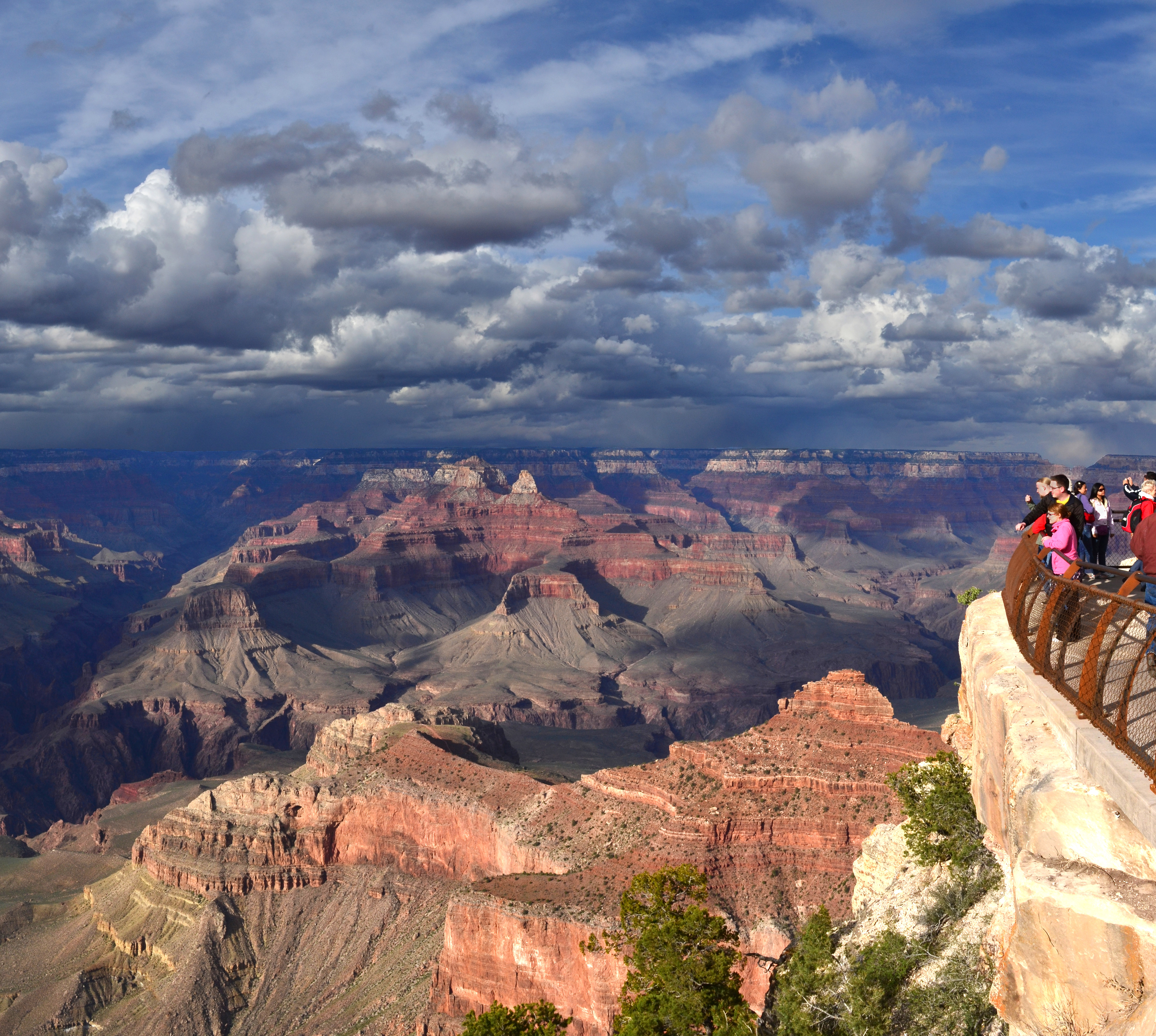
Mather Point
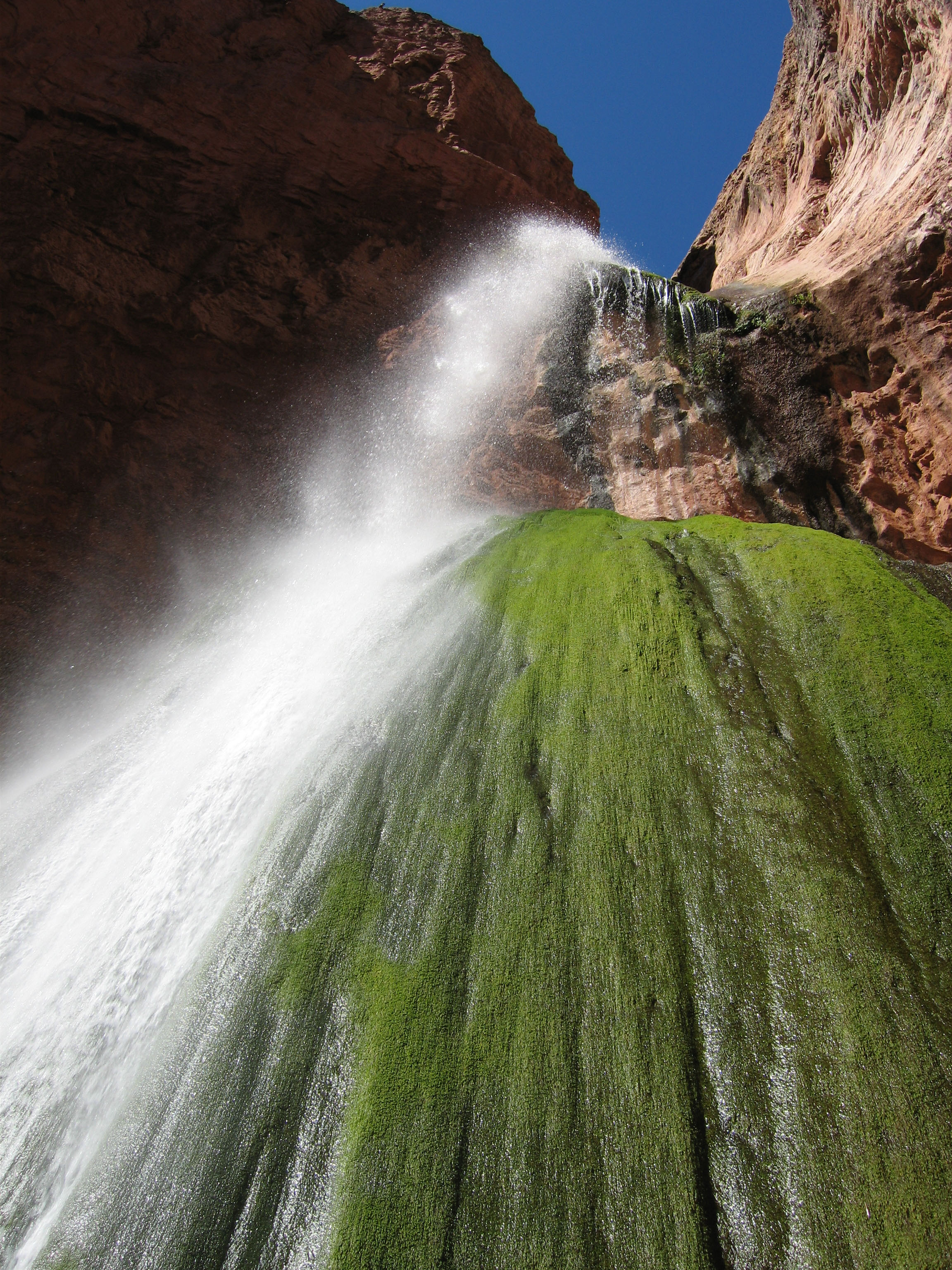
North Kaibab Trail
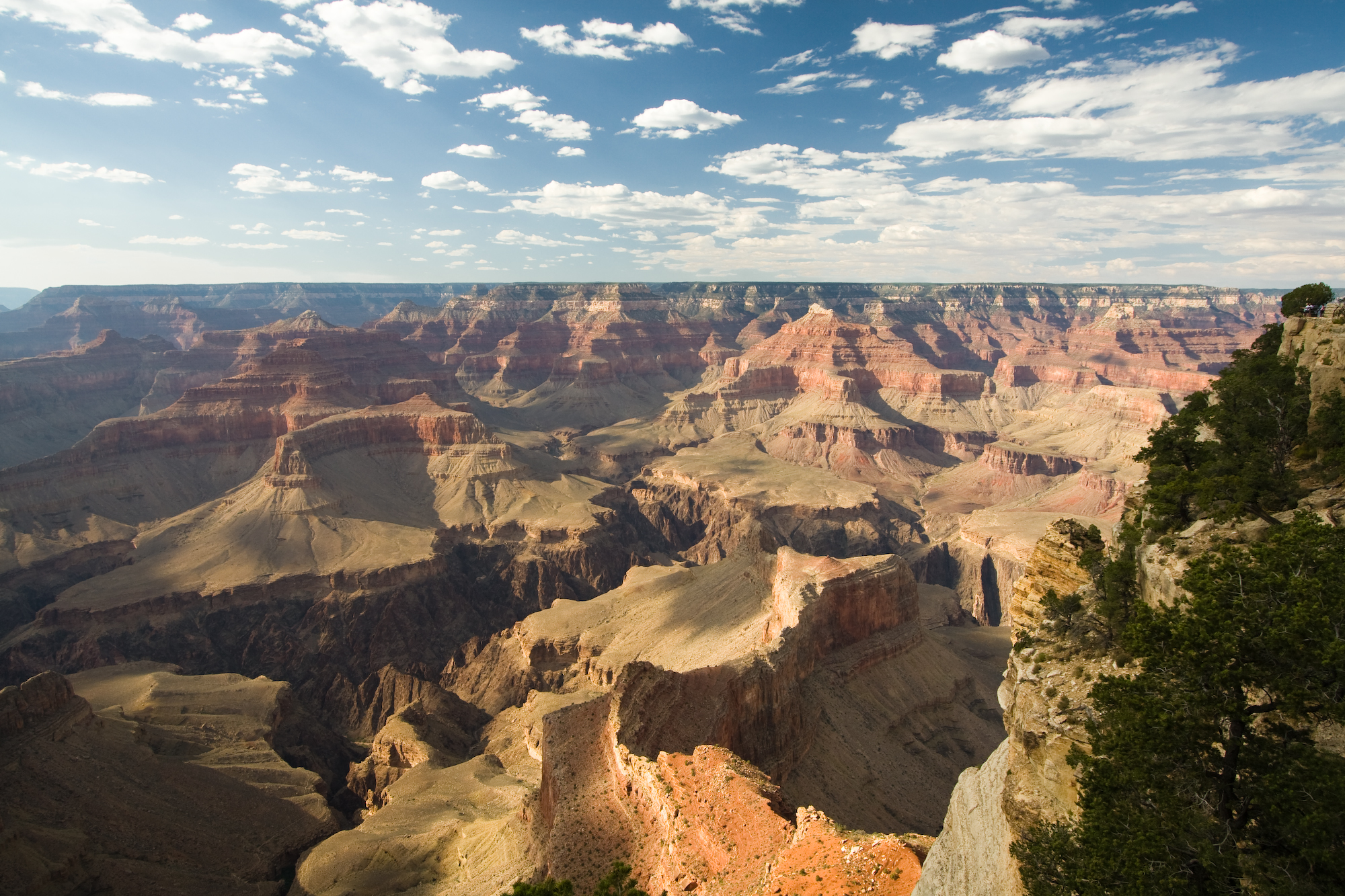
Rim Trail (South Rim)
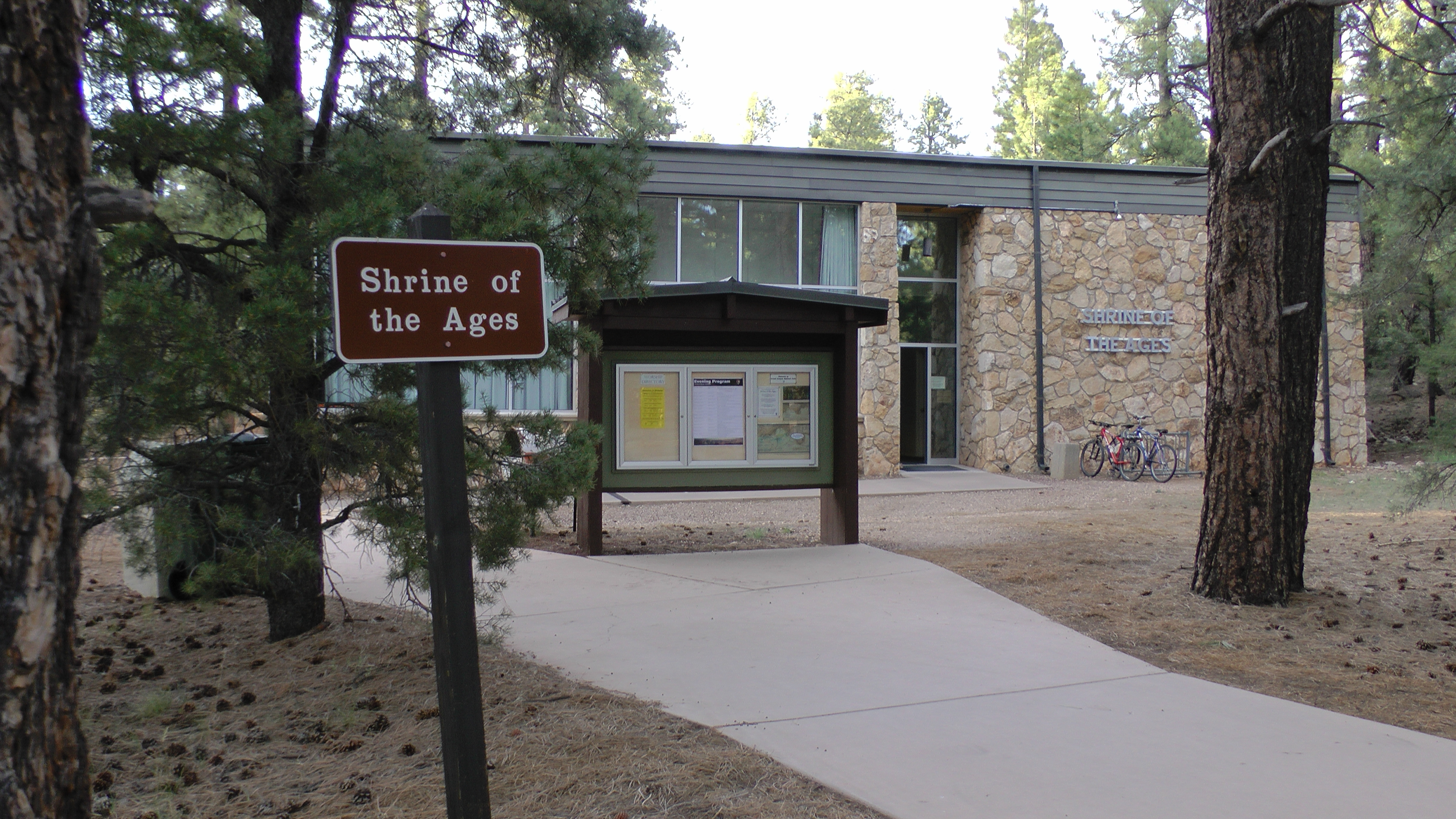
Shrine of the Ages
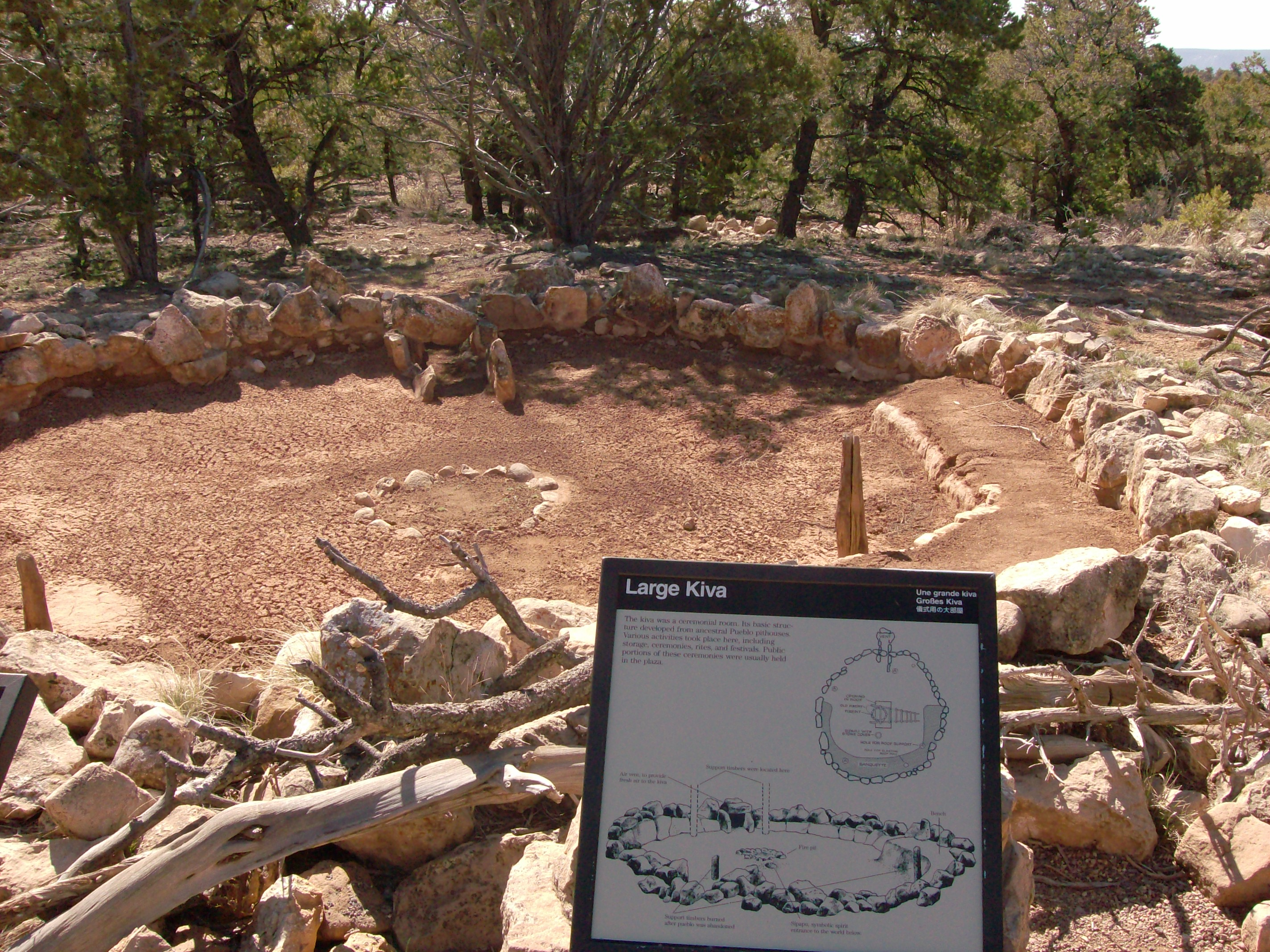
Tusayan Ruins